# Via Carolina

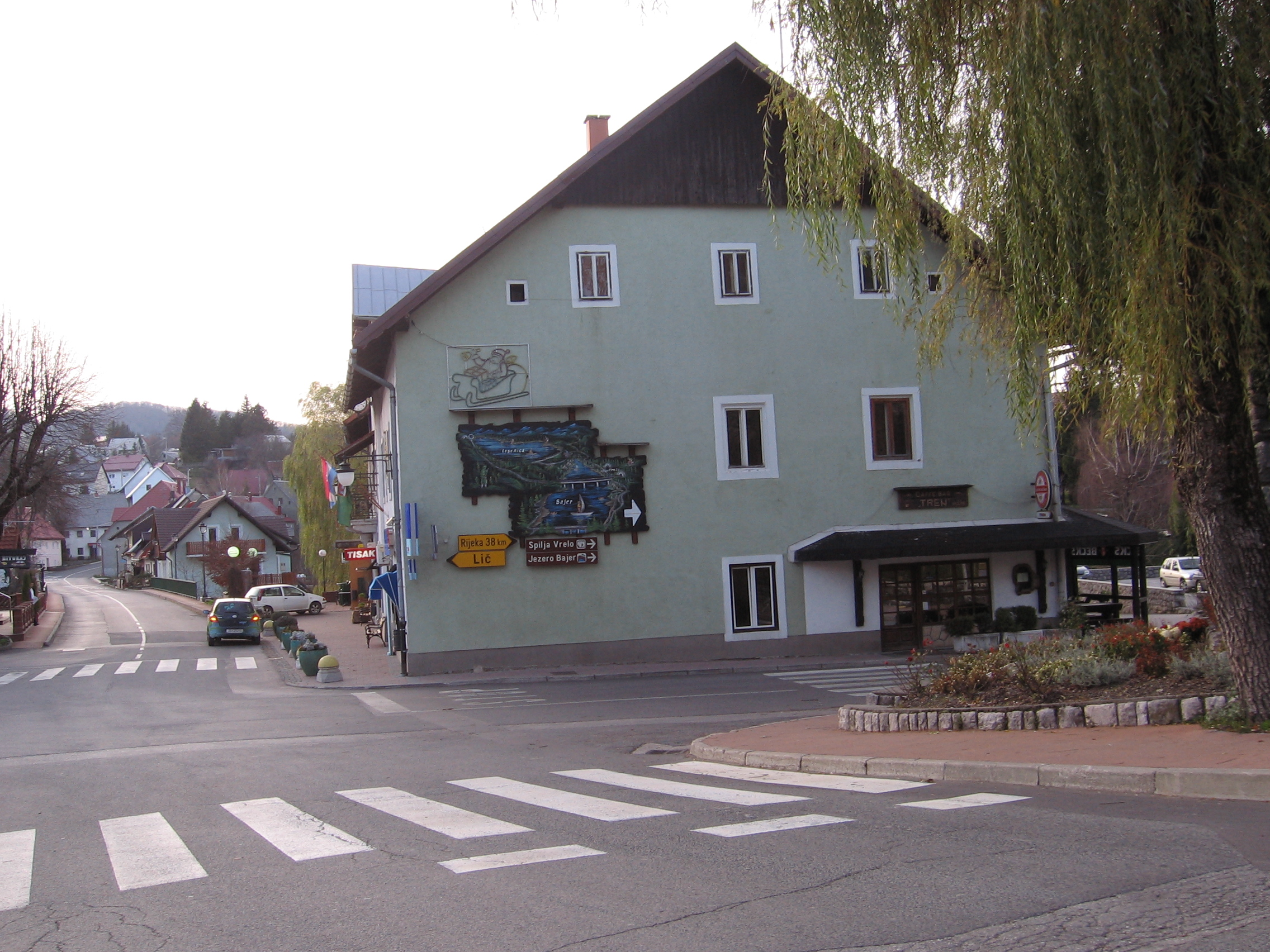
La Via Carolina nel centro di Fužine

La Via Carolina (ufficialmente Via Carolina Augusta) è una strada costruita nella prima metà del XVIII secolo in Croazia, allora parte dell'Impero asburgico. Essa ha rappresentato il primo collegamento stradale tra l'area della pianura pannonica e la costa adriatica (da Karlovac a Buccari e Fiume). Ha una lunghezza di 105,6 km.

## Storia
La costruzione iniziò nel 1726 per volere dell'imperatore Carlo VI, da cui prende il nome. Fu aperta al traffico nel 1727 ed inauguta il 16 settembre 1728, in occasione del viaggio del sovrano che percorse la strada da Fiume fino a Buccari.
La Via Carolina collega Karlovac con Buccari e passa attraverso le città di Novigrad na Dobri, Bosiljevo, Osojnik, Vrbovsko, Ravna Gora, Mrkopalj e Fužine.
Dalla costa si arrampica verso Creglino e Zlobin e da lì verso Benkovac, dove raggiunge 881 metri s.l.m, per poi scendere leggermente a Fužine e risalire al suo punto più alto tra Belo Selo e Brestova Draga (970 m), sopra Sunger e Mrkopalj. Dal 1732 la strada passa per Mrkopalj; a Brestova Draga si trovano i resti dei sostegni del vecchio ponte  (pilastri, spallette), che all'epoca era un esempio di costruzione unico al mondo. Tra Poljička Kosa e Stari Laz, la Via Carolina sale superando di nuovo i 900 metri, per poi scendere gradualmente verso Ravna Gora, Stara Sušica e Vrbovsko. La strada passa poi per Bosiljevo, Vodena Draga, Novigrad na Dobri e Dubovac e infine raggiunge Karlovac.
La Via Carolina non aveva una grande capacità ed era piuttosto ripida. Meno di 100 anni dopo, a causa del grande aumento del traffico, fu costruita un'altra strada, la Via Luisiana, attraverso il Gorski kotar. All'epoca la Via Luisiana fu una delle strade più moderne del mondo.

## Fonti
1. ↑  (Hr)  http://enciklopedija.lzmk.hr/clanak.aspx?id=18332 (ultimo accesso 24 giugno 2012)
2. ↑  (Hr) http://fluminensia.org/tag/karolinska-cesta Archiviato il 4 marzo 2016 in Internet Archive. Goran Moravček, Car Karlo VI. (III.) u Rijeci. (ultimo accesso 24 giugno 2012.)
3. 1 2  (Hr) http://www.klub-susacana.hr/revija/clanak.asp?Num=69&C=5 Goran Moravček, (ultimo accesso 24 giugno 2012.)